# Purav Raja
Purav Raja (ur. 7 grudnia 1985 w Mumbaju) – hinduski tenisista, reprezentant w Pucharze Davisa.

## Kariera tenisowa
Karierę zawodową Raja rozpoczął w 2006 roku.
Raja głównie gra w grze podwójnej. W lipcu 2013 roku wygrał turniej o randze ATP World Tour w Bogocie, w parze z Divijem Sharanem. Drugi deblowy tytuł rangi ATP World Tour zdobył z Divijem Sharanem w sierpniu 2016 roku w Los Cabos. Ponadto Hindus jest uczestnikiem 2 finałów.
W lutym 2013 roku zadebiutował w reprezentacji Indii w Pucharze Davisa.
W rankingu gry pojedynczej Raja najwyżej był na 813. miejscu (30 lipca 2007), a w klasyfikacji gry podwójnej na 52. pozycji (17 lipca 2017).

### Finały w turniejach ATP World Tour
| Nazwa                       |
| --------------------------- |
| Wielki Szlem                |
| Igrzyska olimpijskie        |
| ATP World Tour Finals       |
| ATP World Tour Masters 1000 |
| ATP World Tour 500          |
| ATP World Tour 250          |

#### Gra podwójna (2–2)
| Końcowy wynik | Nr | Data             | Turniej   | Nawierzchnia  | Partner        | Przeciwnicy                          | Wynik finału   |
| ------------- | -- | ---------------- | --------- | ------------- | -------------- | ------------------------------------ | -------------- |
| Zwycięzca     | 1. | 20 lipca 2013    | Bogota    | Twarda        | Divij Sharan   | Édouard Roger-Vasselin Igor Sijsling | 7:6(4), 7:6(3) |
| Finalista     | 1. | 8 lutego 2015    | Zagrzeb   | Twarda (hala) | Fabrice Martin | Marin Draganja Henri Kontinen        | 4:6, 4:6       |
| Zwycięzca     | 2. | 13 sierpnia 2016 | Los Cabos | Twarda        | Divij Sharan   | Jonatan Erlich Ken Skupski           | 7:6(4), 7:6(3) |
| Finalista     | 2. | 8 stycznia 2017  | Ćennaj    | Twarda        | Divij Sharan   | Rohan Bopanna Jeevan Nedunchezhiyan  | 3:6, 4:6       |